# Associazione Calcio Lumezzane 1997-1998
Questa voce raccoglie le informazioni riguardanti l'Associazione Calcio Lumezzane nelle competizioni ufficiali della stagione 1997-1998.

## Stagione
Nella stagione 1997-98 il Lumezzane ha disputato il girone A del campionato di Serie C1, con 55 punti ha ottenuto il quinto posto in classifica, il torneo è stato vinto con 67 punti dal Cesena che ha ottenuto la promozione diretta in Serie B, la seconda promossa è stata la Cremonese che ha vinto i playoff.

## Rosa
| N. |                   | Ruolo | Calciatore               |
| -- | ----------------- | ----- | ------------------------ |
|    | Italia (bandiera) | C     | Mauro Antonioli          |
|    | Italia (bandiera) | D     | Manuel Belleri           |
|    | Italia (bandiera) | P     | Alessandro Bianchessi    |
|    | Italia (bandiera) | P     | Alessandro Bolpagni      |
|    | Italia (bandiera) | C     | Cristian Boscolo         |
|    | Italia (bandiera) | D     | Stefano Botti            |
|    | Italia (bandiera) | D     | Oscar Brevi              |
|    | Italia (bandiera) | C     | Cristian Brocchi         |
|    | Italia (bandiera) | D     | Cristiano Donà           |
|    | Italia (bandiera) | D     | Francesco Faini          |
|    | Italia (bandiera) | A     | Massimiliano Maffioletti |

| N. |                       | Ruolo | Calciatore             |
| -- | --------------------- | ----- | ---------------------- |
|    | Italia (bandiera)     | A     | Claudio Nitti          |
|    | Italia (bandiera)     | A     | Cristian Quarenghi     |
|    | Italia (bandiera)     | A     | Massimiliano Reculiani |
|    | Italia (bandiera)     | A     | Claudio Salvi          |
|    | Italia (bandiera)     | C     | Michele Sella          |
|    | Italia (bandiera)     | D     | Damiano Sonzogni       |
|    | Italia (bandiera)     | A     | Carlo Taldo            |
|    | Italia (bandiera)     | C     | Giorgio Zamuner        |
|    | Italia (bandiera)     | D     | Marco Zaninelli        |
|    | Italia (bandiera)     | D     | Claudio Zola           |
|    | Jugoslavia (bandiera) | A     | Emil Zubin             |

## Risultati

### Campionato

#### Girone di andata
| 31 agosto 1997 1ª giornata | Lumezzane | 0 – 1 | Brescello |  |

| 7 settembre 1997 2ª giornata | Cremonese | 2 – 1 | Lumezzane |  |

| 14 settembre 1997 3ª giornata | Como | 1 – 1 | Lumezzane |  |

| 21 settembre 1997 4ª giornata | Lumezzane | 2 – 0 | Alzano Virescit |  |

| 28 settembre 1997 5ª giornata | Carpi | 1 – 1 | Lumezzane |  |

| 5 ottobre 1997 6ª giornata | Lumezzane | 2 – 2 | Montevarchi |  |

| 12 ottobre 1997 7ª giornata | Livorno | 3 – 0 | Lumezzane |  |

| 19 ottobre 1997 8ª giornata | Lumezzane | 2 – 1 | Saronno |  |

| 26 ottobre 1997 9ª giornata | Pistoiese | 1 – 1 | Lumezzane |  |

| 9 novembre 1997 10ª giornata | Lumezzane | 1 – 0 | Alessandria |  |

| 16 novembre 1997 11ª giornata | Lumezzane | 4 – 0 | Lecco |  |

| 23 novembre 1997 12ª giornata | Modena | 1 – 0 | Lumezzane |  |

| 30 novembre 1997 13ª giornata | Lumezzane | 2 – 0 | Prato |  |

| 14 dicembre 1997 14ª giornata | Fiorenzuola | 1 – 2 | Lumezzane |  |

| 21 dicembre 1997 15ª giornata | Lumezzane | 4 – 0 | Siena |  |

| 28 dicembre 1997 16ª giornata | Cesena | 3 – 0 | Lumezzane |  |

| 11 gennaio 1998 17ª giornata | Lumezzane | 1 – 0 | Carrarese |  |

#### Girone di ritorno
| 18 gennaio 1998 18ª giornata | Brescello | 1 – 2 | Lumezzane |  |

| 25 gennaio 1998 19ª giornata | Lumezzane | 0 – 0 | Cremonese |  |

| 1º febbraio 1998 20ª giornata | Lumezzane | 1 – 0 | Como |  |

| 8 febbraio 1998 21ª giornata | Alzano Virescit | 1 – 0 | Lumezzane |  |

| 15 febbraio 1998 22ª giornata | Lumezzane | 2 – 0 | Carpi |  |

| 22 febbraio 1998 23ª giornata | Montevarchi | 0 – 1 | Lumezzane |  |

| 1º marzo 1998 24ª giornata | Lumezzane | 2 – 0 | Livorno |  |

| 8 marzo 1998 25ª giornata | Saronno | 2 – 0 | Lumezzane |  |

| 15 marzo 1998 26ª giornata | Lumezzane | 3 – 2 | Pistoiese |  |

| 22 marzo 1998 27ª giornata | Alessandria | 1 – 1 | Lumezzane |  |

| 5 aprile 1998 28ª giornata | Lecco | 1 – 0 | Lumezzane |  |

| 11 aprile 1998 29ª giornata | Lumezzane | 2 – 0 | Modena |  |

| 19 aprile 1998 30ª giornata | Prato | 1 – 1 | Lumezzane |  |

| 26 aprile 1998 31ª giornata | Lumezzane | 1 – 1 | Fiorenzuola |  |

| 3 maggio 1998 32ª giornata | Siena | 1 – 1 | Lumezzane |  |

| 10 maggio 1998 33ª giornata | Lumezzane | 1 – 1 | Cesena |  |

| 17 maggio 1998 34ª giornata | Carrarese | 2 – 1 | Lumezzane |  |